# لئون کاهون

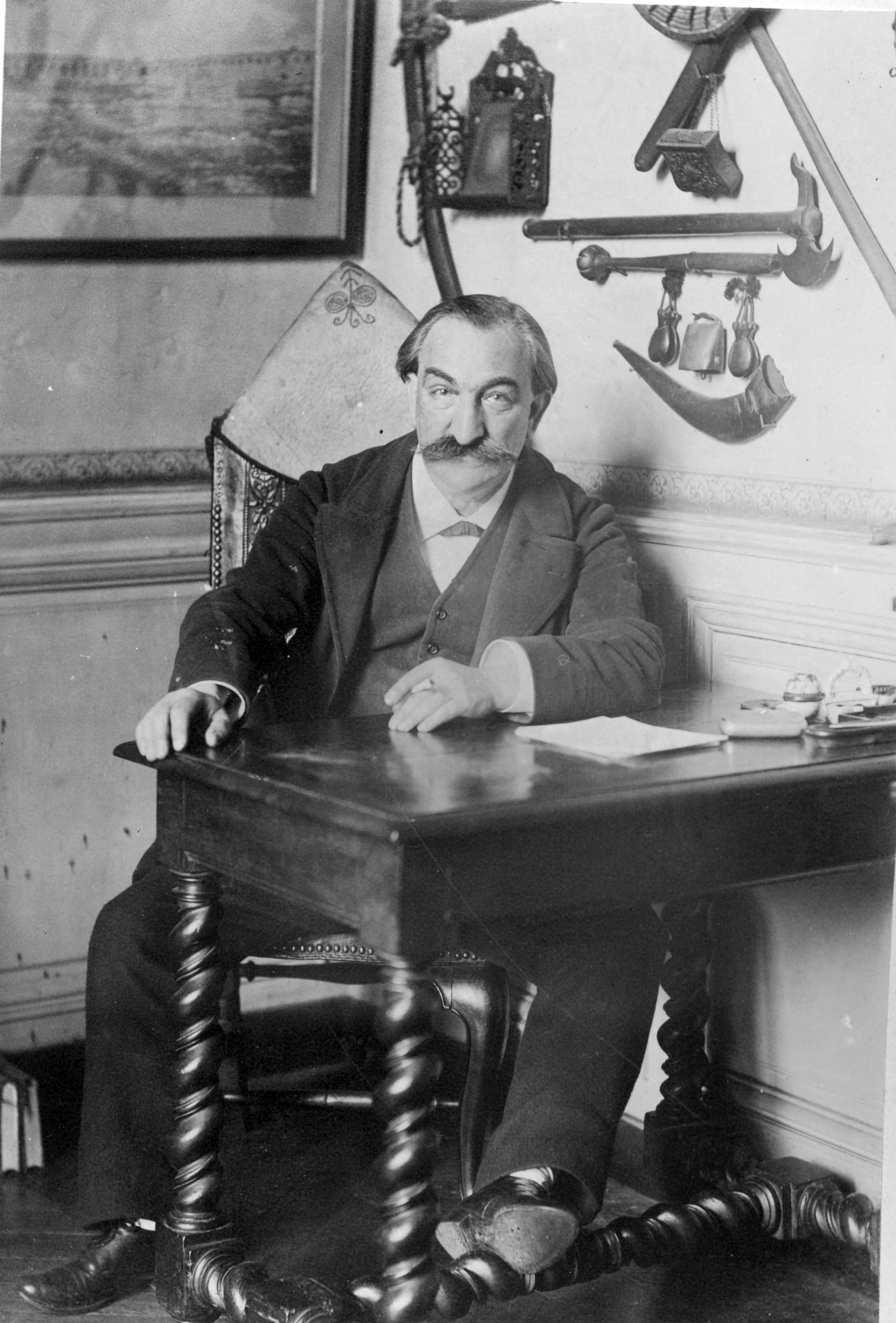
لئون کاهون

دیوید لئون کاهون (۱۸۴۱–۱۹۰۰) نویسنده رمانهای تاریخی فرانسوی بود که سفرهایی به مشرق زمین کرد. نوشته‌های وی در مورد تاریخ ترکان بر روی پان ترکیسم اثر داشته‌است.

## زندگی
خانواده وی اصالتاً اهل لورن بودند و او را برای حرفه نظامی گری ترغیب می‌کردند ولی او خود را وقف مطالعات جغرافیایی و تاریخی کرد.
در سال ۱۸۶۳ شروع به انتشار مجموعه ای از مقالات جغرافیایی و گزارش سفرهای خود به مصر و کشورهای همسایه در مجله Revue Française (دوره فرانسوی ) کرد. 
در همان زمان، او روزنامه‌های سفر و یک بررسی جغرافیایی را منتشر کرد که اولین بار در نوع خود در مطبوعات روزانه درج می‌شد. 
در سال۱۸۶۴ برای دیدار از مصر، نوبیا، سواحل غربی دریای سرخ و آسیای صغیر حرکت کرد.
در بازگشت به فرانسه در سال ۱۸۶۶، نویسنده مقالات سیاسی در La Liberté (آزادی) شد. ولی هنگامی که آن روزنامه از ایده امپراتوری حمایت کرد آن را ترک کرده و به La Réforme و La Loi پیوست.
در سپتامبر ۱۸۷۰، وارد ارتش شد و در نوامبر به عنوان معاون ستاد ۴۶  انتخاب شد. 
با برقراری صلح، تحصیلات شرقی خود را از سر گرفت و عمدتاً خود را وقف تحقیقات در مورد ترکها و تاتارها کرد.
در سال ۱۸۷۵، به کار در کتابخانه مازارین منصوب شد، جایی که در آن سال ۱۸۷۴ مشغول تدوین فهرست تحلیلی بود. در همین زمان، شروع به انتشار مجموعه ای از رمان‌های تاریخی کرد که به تاریخ باستان می‌پرداختند. قصدش این بود که حقایقی از تاریخ باستان را به عوام ارائه دهد و از این طریق به دانش تاریخ و جغرافیای عمومی کمک کند
وی مقالات ادبی زیادی در Revue Bleue , Le Journal des Débats و غیره و چندین مقاله انتقادی، جغرافیایی و قوم‌شناسی در بولتن اتنوگرافی، بولتن انجمن دانشگاهی هند و چین و بولتن انجمن مطالعات ژاپن و آسیا درج کرد.
در سال ۱۸۷۸ همراه همسرش از مرکز سوریه، کوه‌های انصاری (۱۸۷۸)، جزایر فارو و ایسلند (۱۸۷۹)، و بین‌النهرین (۱۸۸۰) دیدن کردند.
در سال ۱۸۷۹ (تور جهانی) گزارشی از سفرهای او در سوریه و کوه‌های انصاری را منتشر کرد. 
در سال ۱۸۹۰، کاهون دوره ای از سخنرانی‌ها را در سوربن شروع کرد، جایی که تاریخ و جغرافیای آسیا را تدریس می‌کرد. چکیده‌ای از یک بخش از این دوره در Histoire Générale of Lavisse و Rambaud گنجانده شده‌است.
چند سال قبل از مرگ کاهون نوشتن برای نشریات پاریسی را متوقف کرد، اما تا انتها به Le Phare de la Loire (فانوس لوور) کمک کرد. 
او یک تاریخ ناتمام از اعراب و یک رمان تاریخی که به همین موضوع می‌پردازد، به جا گذاشت و عضو چندین انجمن علمی بود.

## اقوام
کاهون از خانواده ای ممتاز بود که اصل و نسب خود را به دوران لویی نهم فرانسه بازمی‌گرداندند. برادرزاده او، پسر ماتیلده کاهون، مارسل شووب (۱۸۶۷–۱۹۰۵)، نویسنده پرکار فرانسوی بود. کلود کاهون عکاس و نویسنده فرانسوی (نام تولد لوسی شووب ،۱۸۹۴–۱۹۵۴) خواهرزاده بزرگ او بود.

## تأثیرات بر پان ترکیسم
رمان بنر آبی۱۸۷۷ به عنوان منبع اصلی الهام بخش جریان ناسیونالیستی ترک در امپراتوری عثمانی عمل کرد و اثر تاریخی او دربارهٔ تاریخ‌نگاری ناسیونالیستی دوران جمهوری خواهان شد.
آتاتورک، بنیانگذار جمهوری نیز خواننده مشتاق کتاب (مقدمه ای بر تاریخ آسیا ترکان و مغولان) بود که از اثرات نفوذ مؤثر نژاد ترک در توسعه اروپا سخن می‌راند.

## رمانهای تاریخی
- ماجراهای کاپیتان ماگون یا سفرهای فنیقیه
- اکتشافات فنیقی (پاریس، هاش، ۱۸۷۵)
- بنر آبی ماجراهای یک مسلمان، مسیحی و یک بت‌پرست در زمان جنگ‌های صلیبی و فتح مغول‌ها (۱۸۷۶)
- ملوانان آنگو Les Pilotes d'Ango، تاریخ فرانسه در قرن شانزدهم (۱۸۷۸)
- مزدوران (۱۸۸۱)
- گشت و گذار در سواحل فرات (پاریس، ۱۸۸۴)
- کنگو توصیف واقعی پادشاهی آفریقا (۱۸۸۴)
- (صحنه‌هایی از زندگی یهودیان در الزاس) با پیشگفتار سادوک کان، خاخام اصلی پاریس، ( ۱۸۸۵)
- سلاطین دریا در مورد حملات نورمن‌ها (۱۸۸۷)
- حسن جان نثار، دربارهٔ زندگی نظامی ترکیه در قرن شانزدهم
- قاتل، صحنه‌هایی از حمله مغول‌ها به مجارستان در قرن سیزدهم (۱۸۹۳)
- مقدمه ای بر تاریخ آسیا ترکان و مغولان (۱۸۹۶)